# Дьяконеску, Камелия
Камелия Дьяконеску (рум. Camelia Diaconescu; 2 февраля 1963) — румынская гребчиха, серебряный призёр Олимпийских игр 1984 года в Лос-Анджелесе, двукратный бронзовый призёр мира.

## Биография
На Олимпийских играх 1984 года Дьяконеску в составе экипажа восьмерки (Армасеску, Балан, Базон, Йожа, Михали, Плеска, Саука, Траска) пришла к финишу второй с результатом 3:00.87 и завоевала серебряные медали. В 1985 и 1986 годах приходила третьей на Чемпионатах мира по академической гребле в составе восьмёрок с рулевым.